# Abtswind
Abtswind település Németországban, azon belül Bajorországban. Lakosainak száma 833 fő (2023. december 31.). Abtswind Castell és Rüdenhausen községekkel határos.

## Népesség
A település népessége az elmúlt időszakban az alábbi módon változott:
| Lakosok száma | 821  | 926  | 694  | 681  | 835  | 856  | 847  | 857  | 842  | 833  |
|               | 1875 | 1950 | 1975 | 1987 | 2012 | 2014 | 2016 | 2017 | 2021 | 2023 |